# Bắn cấp tập
Bắn cấp tập là hình thức khai hoả liên tiếp, dồn dập bằng pháo binh, pháo phản lực hoặc súng máy vào vị trí nhất định nào đó của đối phương.

## Miêu tả

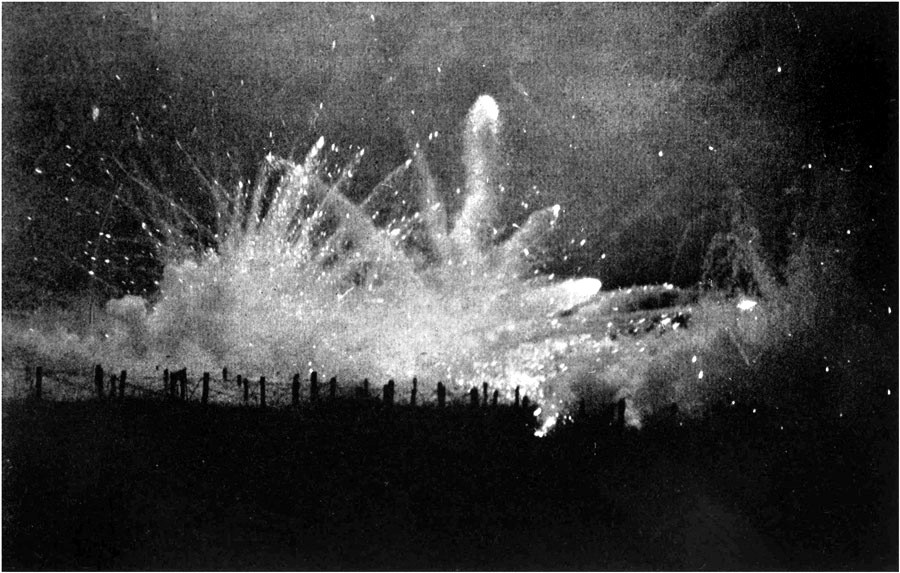
Pháo binh Đức khai hoả vào chiến hào của quân đồng minh trong trận Ypres lần thứ hai, năm 1915.

Hình thức bắn cấp tập thường được sử dụng trước khi tấn công, dùng để tiêu hao sinh lực và làm giảm nhuệ khí chiến đấu của địch.
Trong chiến tranh Việt Nam, việc bắn cấp tập vào vị trí của quân giải phóng thường được quân đội Mỹ sử dụng. Một ví dụ vào năm 1972, không quân Mỹ đã bắn liên tiếp vào các khu vực xung quanh boong ke để giải vây cho các cố vấn Mỹ và binh sĩ quân đội Việt Nam Cộng Hoà đang trú ẩn trong đó.